# Andreas Gregor
Andreas Gregor (født 27. april 1955 i Dresden) er en tysk tidligere roer, olympisk guldvinder og firedobbelt verdensmester.

## Karriere

### Rokarriere
Gregor, der var var styrmand, havde første gang international succes, da han var med i den østtyske firer med styrmand, der vandt VM-guld i 1977, en præstation de gentog året efter. Besætningen bestod i begge tilfælde ud over Gregor af brødrene Ullrich og Walter Dießner, Dieter Wendisch og Gottfried Döhn. En østtysk båd vandt også VM i 1979, men bortset fra Dießner-brødrene var besætningen en anden.
Ved OL 1980 i Moskva var det igen VM-besætningen fra 1977 og 1978, der repræsenterede Østtyskland, og de var også favoritter i konkurrencen. Det blev også til sejr i indledende heat, og i finalen var de klart overlegne og vandt med et forspring på fire et halvt sekund ned til Sovjetunionen, der sikrede sig sølvet yderligere tre et halvt sekund foran Polen på bronzepladsen.
Gregor var igen med til at vinde VM-guld i fireren i 1982, men med en noget anden besætning. Hans sidste store internationale bedrift kom i 1983, hvor han var med til at vinde VM-guld i toer med styrmand.

### Videre karriere
Af profession var Gregor bådebygger, men han arbejdede også i en periode som facility manager ved regionale olympiske center i Dresden.

## OL-medaljer
- 1980:  Guld i firer med styrmand